# Ramisco
Ramisco é uma casta de uvas tintas portuguesa cultivada principalmente na região Colares DOC. Os vinhos varietais de Ramisco têm taninos muito marcados e adstringentes , o que lhes permite envelhecer bem.
Casta nobre e autóctone da região, plantada em pé-franco, nos característicos solos arenosos, livres de filoxera, a menos de 1 km da Costa Atlântica e a uma
média de 110 m de altitude.
Vinificação:
Vindima no início de Outubro. Este vinho resulta de
uma cuidada vinificação pelo processo clássico de “curtimenta”, com desengace a 70%, fermentação em depósitos inox com controlo de temperatura (26º-28ºC) e remontagem cuidadosa. O processo de estágio decorreu ao longo de 4 anos, passando primeiro o vinho por grandes tonéis de madeiras exóticas, seguindo-se pequenas barricas de carvalho e, por fi�m, o estágio em garrafa. Engarrafado em Setembro de 2013.
Notas de prova:
Quando jovem apresenta cor rubi e grande agressividade taninosa, características que se vão esbatendo ao longo do estágio. Nariz muito característico da casta, relacionado com ginja e leve resina de cedro. Na boca apresenta carácter Atlântico e balsâmico. Textura seca e austera com uma acidez mineral vincada.
Sugestões de consumo:
Casa muito bem com assados de carne, caça e cogumelos. Beneficia com a abertura prévia da garrafa e/ou decantação e deve ser servido a uma temperatura de 18º-19 ºC.
Notas analíticas:
Álcool: 12,0% alc/Vol
Acidez total: 6,2 g/L
Acidez volátil: 0,97 g/L
pH: 3,65
SO2 livre/total: 20/88 mg/L
Açúcar Residual: 2,1 g/L